# هنریک گورتسکی
هنریک میکووای گورِتسکی (لهستانی: Henryk Mikołaj Górecki؛ ‏تلفظ لهستانی: [ˈxɛnrɨk miˈkɔwaj ɡuˈrɛt͡skʲi]) موسیقی‌دان و آهنگساز اهل لهستان بود.

## برخی از آثار
- ۴ پرِلود برای پیانو
- ۷ پُستلود برای ویلنسل و پیانو
- ۱۱ سوئینگلود برای کلارینت، ویلنسل و پیانو

## شنیدن آثار
- youtube
- deezer
- lastfm